# Stutensee
Stutensee è un comune tedesco di 23 583 abitanti, situato nel land del Baden-Württemberg.